# Winter Gardens (Rothesay)

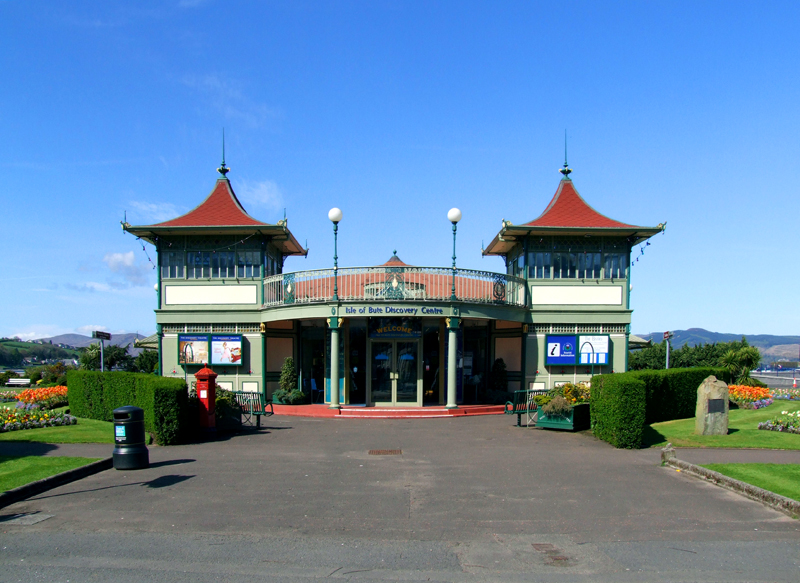
Winter Gardens

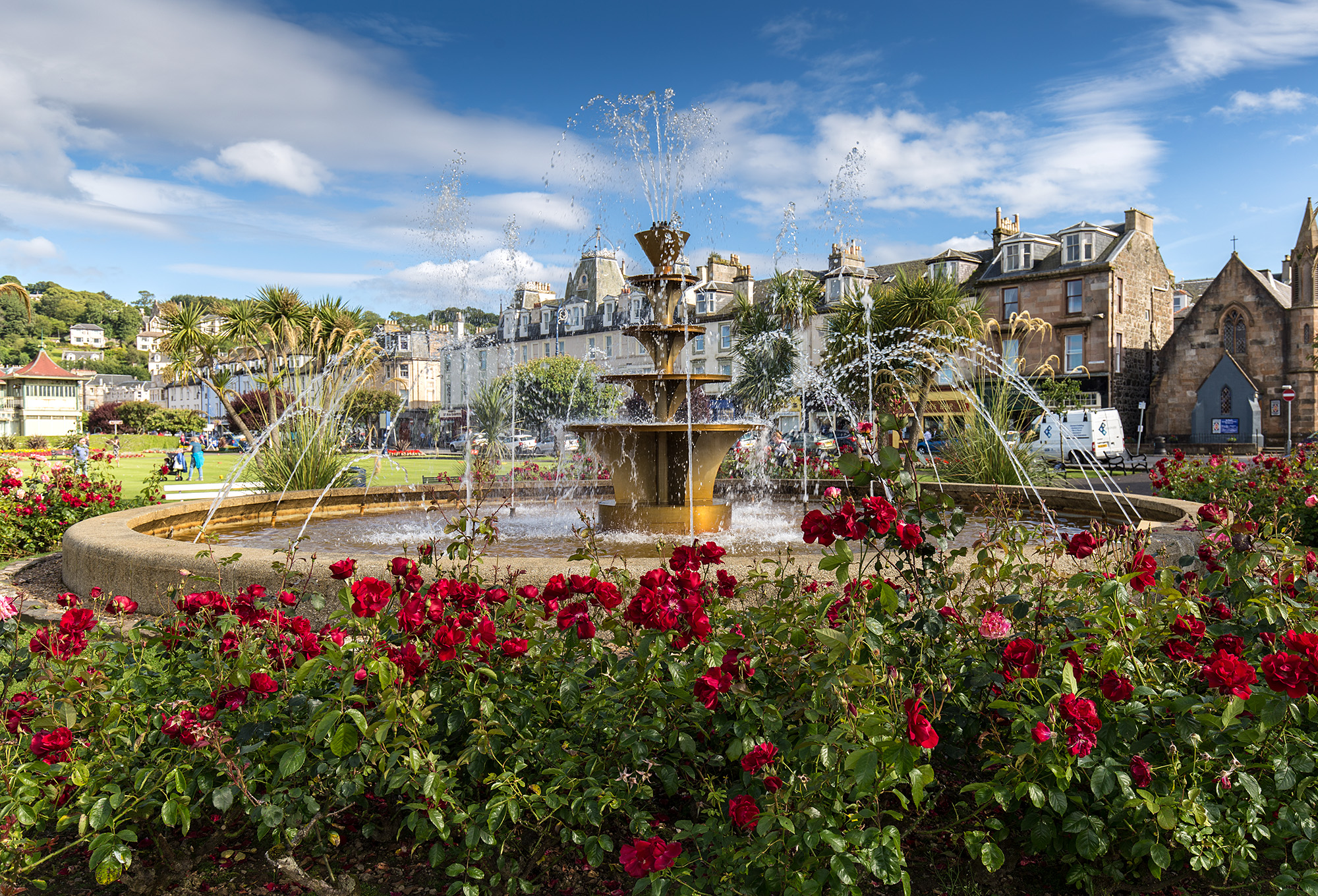
Brunnen in den Winter Gardens

Winter Gardens ist ein Veranstaltungsgebäude in der Stadt Rothesay, der Hauptstadt der schottischen Insel Bute. Das Gebäude befindet sich in Küstennähe im Norden der Stadt an der A844. 1978 wurde die Anlage in die schottischen Denkmallisten in der höchsten Kategorie A aufgenommen.

## Geschichte
Infolge der gestiegenen Mobilität sahen sich die schottischen Gemeinden in der ersten Hälfte des 20. Jahrhunderts einem zunehmenden Touristenstrom ausgesetzt. Um an Attraktivität im Konkurrenzkampf um die Touristen zuzulegen, wurden vielerorts Veranstaltungsgebäude errichtet. In Rothesay entschied man sich für den Bau eines Zentrums für Theater- und Musikaufführungen. Der Bau wurde am 5. Dezember 1923 begonnen und im folgenden Jahr abgeschlossen. Als Architekt war Walter McFarlane für die Planung verantwortlich, der auch federführend bei weiteren Umgestaltungen in Rothesay in den 1920er Jahren war. In den Bau wurde ein früherer Musikpavillon an diesem Ort integriert. Bis in die 1960er Jahre verebbte der Touristenstrom nach Rothesay und die Auslastung der Winter Gardens ließ sukzessive nach. Ab 1976 stand das Bauwerk leer und es existierten Pläne, da keine alternativen Nutzungsmöglichkeiten gefunden wurden, es abzureißen. Schließlich wurde das markante Kuppelbauwerk mit seinen Pagodentürmen doch für 500.000 £ restauriert und 2001 wiedereröffnet. Es beherbergt heute das Tourismusbüro, ein Kino und Restaurants.